# Gato Barbieri
Gato Barbieri (Rosario, 1932. november 28. – New York, 2016. április 2.) argentin tenorszaxofonos. Latin Grammy-díjas (életműdíj, 2015). A Az utolsó tangó Párizsban című film zenéjéért is Grammy-díjat kapott.

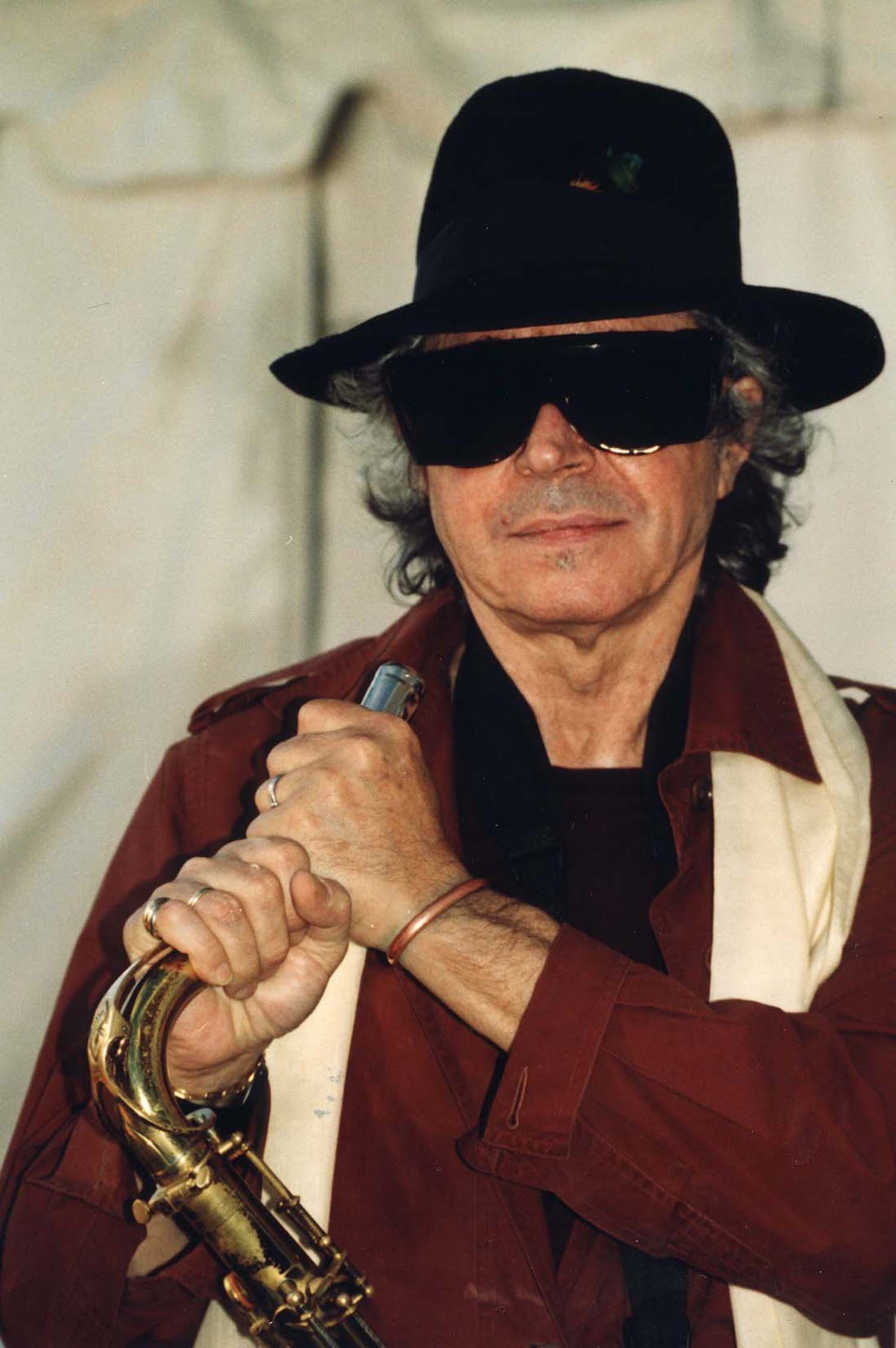

## Pályafutása
Charlie Parkert hallván kezdett zenét tanulni; kezdetben klarinétozni, tizenkét évesesen. 1947-ben Buenos Airesbe költözött, és altszaxofononra váltott.
Argentínában a Lalo Schifrin zenekarában lett ismert. Az ötvenes évek végén saját együtteseket alapított.
A hatvanas években hol Rómában, hol New Yorkban játszott. Fontos szereplője volt az Ornette Coleman vezette free dzsessz mozgalomnak.
A hatvanas évek végén a latin-amerikai zene bukkant föl albumain. Rendszeresen jelentek meg, de később szakított lemezcégével. Olasz feleségének halála, majd egy szívműtét erősen megviselte. „Az egyetlen járható kiútnak az tűnt, ha minden nap csinálok valamit. A zene adott életet nekem”.

## Lemezeiből
- In Search of the Mystery (ESP Disk, 1967)
- Obsession (Affinity, 1967, (1978)
- Confluence (Freedom, 1968) (1976)
- The Third World (Flying Dutchman, 1969)
- Fenix (Flying Dutchman, 1971)
- El Pampero (Flying Dutchman, 1971)
- Under Fire (Flying Dutchman, 1973)
- Last Tango in Paris (United Artists, 1972)
- Bolivia (Flying Dutchman, 1973)
- Chapter One: Latin America (Impulse!, 1973)
- Chapter Two: Hasta Siempre (Impulse!, 1973)
- Chapter Three: Viva Emiliano Zapata (Impulse!, 1974)
- Yesterdays (Flying Dutchman, 1974)
- Chapter Four: Alive in New York (Impulse!, 1975)
- El Gato (1975 compilation)
- Caliente! (A&M, 1976)
- I Grandi del Jazz (1976)
- Ruby Ruby (1977)
- Tropico (1978)
- Euphoria (1979)
- Bahia (1982)
- Apasionado (1983)
- Para Los Amigos (1984)
- Passion And Fire (1988)
- The Third World Revisited (1988 compilation)
- Qué Pasa (1997)
- Che Corazón (1999)
- The Shadow of The Cat (2002)
- New York Meeting (2010)

## Díjak
- 1973: Utolsó tangó Párizsban Grammy-díj
- 2015: Latin Grammy-díjas (életműdíj)